# Colonia Marilú
Colonia Marilú es una comunidad con categoría de agencia municipal perteneciente a Tequisistlán y al Distrito de Tehuantepec, en el Estado de Oaxaca. Siendo la tercera localidad más poblada del municipio, solo por detrás de la cabecera municipal y de San Miguel Ecatepec.

## Historia
Anteriormente consistía en solo casetas de comida ubicadas a las orillas de la carretera panamericana, para los viajeros que transitaban la ruta Oaxaca-Istmo, posteriormente mismas casetas fueron desarrollandose hasta crear los primeros asentamientos permanentes, constituyendose en una colonia alejada de la cabecera municipal, hasta consumarse como agencia municipal desligándose de la cabecera municipal.

## Ubicación
La localidad se encuentra a 3.3 km al norte de la cabecera municipal sobre la carretera panamericana. Se ubican en las coordenadas geográficas: 16°24′52″N 95°36′19″O / 16.41444, -95.60528.